# Mandela (Laci)
Mandela és un comune (municipi) de la ciutat metropolitana de Roma, a la regió italiana del Laci, situat uns 40 km al nord-est de Roma. L'1 de gener de 2018 tenia 912 habitants.
Mandela limita amb els municipis d'Anticoli Corrado, Cineto Romano, Licenza, Percile, Roccagiovine, Roviano, Saracinesco i Vicovaro.